# HARADA
HARADA株式会社（はらだかぶしきがいしゃ）は、 山口県防府市に本拠を置き、日本全国に展開を行なうユニフォーム専門会社。2017年に始めたオリジナルユニフォーム（作業服）が注目を集める。アップサイクルや『E＋』といった、活動を通してSDGsに注力する企業としても知られる。

## 概要
山口県防府市に本拠を置き、「カタログユニフォーム」「オーダーユニフォーム」「ショップ事業」を展開。企業が求めるユニフォームが時代とともに変化してきたが、そうした需要をいち早く読み取り、オリジナルのユニフォームを製造、販売し、業績を伸ばす。

### 創立
1972年、原田榮賛が軍手製造を目的とする「原田手袋工業」を創業。工場の2階に居を構え、パート社員2名の規模であった。昭和50年代には作業用品全般を扱うようになり小売りを開始。

### オリジナルユニフォーム
2018年、オリジナル作業服事業へ参入。既製品にはなかったデザイン性と、要望の多かった大容量ポケット付きという機能性を融合させた。「人に見られることが従業員を成長させる一番の要因である」と考える会社などから、オリジナルにこだわった同社の企画が共感され主力商品となる。『PRIDE OF UNIFORM』をミッションに掲げ、ユニフォーム専門に日本全国に展開を行う。建設業、製造業、運送業などの中小企業を主要顧客とし、小ロットでオリジナルユニフォームを製造・販売するというビジネスモデルを確立。2018年に「ORDER UNIFORM COMPANY」を開始させ、新型コロナ禍中でも右肩上がりの成長を続けた。インターネット上に動画サイト「UNIFORMERS（ユニフォーマーズ）」を運営し、自社商品のブランディングに成功。2023年8月には、繊維業界に携わる企業として社会課題に立ち向かうための、サスティナブル事業『E＋』を始動した。
近年注力するオーダーユニフォームカンパニー（OUC）事業では、数十人から数百人規模の中小製造業や建築業などのワークウェアを中心とし、ウェブ上から年間300‐400件の受注がある。またサスティナブル事業「E＋」では、使用済みユニフォームのアップサイクルも本格化させるなど、行政や障害者施設との連携で繊維業界が抱えるSDGsの解決につながる取り組みを広げる。「E＋」では、OUC事業でユニフォームを供給した企業の一部との連携を強め、中古のユニフォームをリユースし再販するという新しいビジネスモデルを構想している。
2024年7月期売上高では別注を主体としたオーダーユニフォームカンパニー（OUC）事業の拡大で前期比20％増の34億5千万円で、経常利益は33％増の2億4千万円となり8期連続増収増益を達成した。2025年度には2024年度に立ち上げた経営企画室を軸に社内体制の強化に取り組み、その一環で人事評価制度の形成やワークバランスを考慮した体制の確立に取り組む。
2025年8月4日、100億宣言企業として登録公表される。

## SDGs

### アップサイクル
地産地消および障害のある人と一緒に取り組むことという特徴を持たせた。また、さいたま市と連携し、同市の企業から出た使用済みユニフォームを同市の障害者支援センターでアップサイクルし、生まれかわった製品を再び排出企業が利用する取り組みを行っている。また、OUC本社がある山口県、周南市にある授産施設とのタイアップにより、企業から回収したユニフォームでテディベアを作り、再び排出企業が購入するという循環スキーム作りを構築。

### E＋
同社が取り組む『E＋』には、"世界にイイことをプラスする"という意味があり、企業の使用済みユニフォームを新たな価値へと生まれ変わらせる6つの視点で展開されている。
- 『リサイクル』 - ユニフォームを回収して、原材料である糸に戻す。
- 『シンリサイクル』 - 回収したユニフォームを水素エネルギーにかえる。
- 『リペア』 - 古くなったユニフォームを修理して蘇らせる。
- 『リバース』 - ペットボトルから再生された繊維を積極的に使う。
- 『アップサイクル』 - 回収したユニフォームを新しい価値＝モノに生まれ変わらせる。
- 『ドネーション』 - SDGs17目標の色と同じ色のユニフォーム部材、ファスナーやボタンなどの購入が寄付になるという取り組み。

## 沿革
- 1972年 （昭和47年）- 4月、原田榮賛が山口県防府市牟礼に軍手製造を目的とする「原田手袋工業」を創業[8]。
- 1976年 （昭和51年）- 4月、山口県防府市新田に工場を移転。
- 1983年 （昭和58年）-  9月、作業用品事業部の開設に伴い、「原田作業用品株式会社」設立。
- 1984年（昭和59年）- 2月、ユニフォーム事業部の開設に伴い、「原田株式会社」に商号変更。
- 1989年（平成元年）- 3月、山口県徳山市 (現・周南市)に徳山支店開設 (現・周南支店)。作業用品専門店「HARADA」開業。
- 2005年（平成17年）- 7月、現社長・原田栄造が代表取締役に就任。
- 2006年（平成18年）-
- 2006年（平成18年） 
  - 3月、WORK FITTER 防府店開業。同店を改装。店名を「ワークフィッター」に変更し、スタッフに女性も入れ、作業服店の従来のイメージを大きく変える[13]。
- 2007年（平成19年）- 3月、WORK FITTER 周南店開業。
- 2013年（平成25年）
  - 8月、原田株式会社 下関支店開設。
  - 9月、WORK FITTER 下関店開業。
- 2018年（平成30年）
  - 20周年を機に、この年に始めたオリジナルユニフォーム（作業服に特化）が注目を集める[4]。
  - 1月、世界に一つのユニフォームをつくる「オーダーユニフォームカンパニー」事業開設。
  - 2月、東京オフィス開設。
  - 6月、新社屋落成、移転。
- 2019年（令和元年）- 8月、広島オフィス開設。
- 2020年（令和2年）- 5月、大阪オフィス開設。
- 2022年（令和4年） - 8月、 HARADA株式会社へ商号変更。宇部支店開設。
- 2023年（令和5年） 
  - 2月、名古屋オフィス開設。
  - 11月、福岡オフィス開設。
- 2025年（令和7年） 8月4日、100億宣言企業として登録公表される[3]。

以上

## 所在地

### 防府本社
山口県防府市大字新田593番地の1

### 支店・オフィス
- 周南支店

山口県周南市大字徳山7510-5
- 下関支店

山口県下関市一の宮住吉3-4-1
- 宇部支店

山口県宇部市小串23-6
- 広島オフィス

広島県広島市南区稲荷町 5-8 K･K ビル 201
- 大阪オフィス

大阪府大阪市中央区久太郎町1-5-31 リアライズ堺筋本町ビル1001号室
- 東京オフィス

東京都千代田区東神田2丁目6番5号 東神田ビル 5F
- 名古屋オフィス

愛知県名古屋市中区丸の内一丁目9番27号 COULEURSVILLE（クルールビル）2F
- 福岡オフィス

福岡県福岡市博多区博多駅前3-23-17 第二福岡ONビル 6-F号
- 東京ショールーム

東京都千代田区東神田2-4-12 KVTビル2 1F